# Съюзни републики на СССР
Според чл. 72 от Конституцията на Съюза на съветските социалистически републики (съкратено: Съветски съюз, СССР) от 1977 г. държавата de jure е конфедерация от съюзни републики (на руски: союзные республики). Всяка от тях има право да се отдели от състава на Съветския съюз.

## Политическо устройство
Според съветските конституции от 1936 г. и 1977 г. политическият строй в страната се основава на съветите на народните депутати, дали името на новия вид република – съветска република, и на новата държава – Съветски съюз. Тези съвети съществуват на всички нива в държавната управленска йерархия.
В съюзните републики, подобно на общосъюзното (федералното) политическо устройство с „ръководна роля на комунистическата партия“ – КПСС, успоредно с йерархията на държавните учреждения съществуват и партийни структури, всяка от които разполага с големи правомощия, дадени им от Политбюро на ЦК на КПСС за контрол над републиките. Държавните административни органи изпълняват директивите на местните партийните организации на КПСС.
В СССР (подобно е и в другите социалистически страни) е считано, че глава на съюзната република (както и на останалите административно-териториални подразделения) е ръководителят на местната партийна организация – първият секретар на републиканската комунистическа партия, а не главата на републиканското държавно управление. Освен това вторият (а често и първият) секретар на републиканските партии извън РСФСР на всички нива е руснак, докато по-долните по ранг са от местната националност.

## Право на отделяне
От създаването му през 1922 г. СССР е силно централизирана държава. В средата на 1980-те години обаче за генерален секретар на ЦК на КПСС е избран доста по-младият Михаил Горбачов, който започва провеждането на икономически и политически реформи (перестройка). В резултат федералната административна власт и централното ръководство на партията - ЦК на КПСС, постепенно загубват контрола над републиките, което довежда до разпадането на СССР. В края на 1980-те години републиките в състава на Съветския съюз са формално под контрола на федералната държавна администрация и неговия парламент - Върховния съвет на СССР в Москва.
По време на Студената война правото на отделяне, както и неговото обсъждане и прилагане, на практика са неприложими, тъй като de facto СССР е силно централизирана федерация с малки правомощия на съюзните републики. За пръв път член 72 от съветската конституция е приложен на практика едва през декември 1991 г., когато републиките-учредителки на СССР - Руската СФСР, Украинската ССР и Беларуската ССР, се отделят от състава на Съветския съюз.

## Държавни символи
Всяка от съюзните републики има свои държавни символи: знаме, герб и химн. (РСФСР няма свой химн.)

## Съюзни републики на СССР

### Състав преди разпада
| Републики на СССР (1956-1989) | Републики на СССР (1956-1989) | Републики на СССР (1956-1989) | Републики на СССР (1956-1989) | Републики на СССР (1956-1989) |
|                               | Знаме                         | Република                     | Столица                       | Карта на СССР                 |
| ----------------------------- | ----------------------------- | ----------------------------- | ----------------------------- | ----------------------------- |
| 1                             |                               | Арменска ССР                  | Ереван                        | Republics of the Soviet Union |
| 2                             |                               | Азербайджанска ССР            | Баку                          | Republics of the Soviet Union |
| 3                             |                               | Белоруска ССР                 | Минск                         | Republics of the Soviet Union |
| 4                             |                               | Естонска ССР                  | Талин                         | Republics of the Soviet Union |
| 5                             |                               | Грузинска ССР                 | Тбилиси                       | Republics of the Soviet Union |
| 6                             |                               | Казахска ССР                  | Алма Ата                      | Republics of the Soviet Union |
| 7                             |                               | Киргизка ССР                  | Фрунзе                        | Republics of the Soviet Union |
| 8                             |                               | Латвийска ССР                 | Рига                          | Republics of the Soviet Union |
| 9                             |                               | Литовска ССР                  | Вилнюс                        | Republics of the Soviet Union |
| 10                            |                               | Молдавска ССР                 | Кишинев                       | Republics of the Soviet Union |
| 11                            |                               | Руска СФСР                    | Москва                        | Republics of the Soviet Union |
| 12                            |                               | Таджикска ССР                 | Душанбе                       | Republics of the Soviet Union |
| 13                            |                               | Туркменска ССР                | Ашхабад                       | Republics of the Soviet Union |
| 14                            |                               | Украинска ССР                 | Киев                          | Republics of the Soviet Union |
| 15                            |                               | Узбекска ССР                  | Ташкент                       | Republics of the Soviet Union |

| - Руска СФСР - Прибалтийски регион (Прибалтийски републики) - Естонска ССР - Латвийска ССР - Литовска ССР - Западен регион - Белоруска ССР - Молдавска ССР - Украинска ССР | - Кавказки регион (Кавказки републики) - Азербайджанска ССР - Арменска ССР - Грузинска ССР - Средноазиатски регион (Централноазиатски републики) - Казахска ССР - Киргизка ССР - Таджикска ССР - Туркменска ССР - Узбекска ССР |

### Предишни съюзни републики
- Закавказката СФСР съществува от 1922 до 1936 г., обединявала Азербайджанската ССР, Арменската ССР и Грузинската ССР.
- Карело-финската ССР съществува от 1940 до 1956 г., когато е преобразувана в Карелска АССР.

## Хронология на републиките
- 30 декември 1922 – подписан е Съюзният договор за образуване на Съюза на съветските социалистически републики от съветските републики учредители Руска СФСР, Украинска ССР, Белоруска ССР и Закавказка СФСР
- 1924 - от Туркестанската АССР (в РСФСР) са отделени Туркменската ССР и Узбекската ССР
- 1929 - от Узбекската ССР е отделена Таджикската АССР, като е преобразувана в Таджикска ССР
- 1936 – по новата конституция:
  - от Руската СФСР са отделени Казакската АССР и Киргизката АССР, като са преобразувани в Казахска ССР и Киргизка ССР
  - разпусната е Закавказката СФСР, като нейните страни-членки Азербайджанска ССР, Арменска ССР и Грузинска ССР влизат в състава на СССР
- 1939 - присъединена е към Беларуската ССР част от тогавашна Полша (позната като Креси, Източна Полша и Западен Беларус)
- 1940:
  - присъединени са Литва, Латвия и Естония, като са образувани Литовската ССР, Латвийската ССР и Естонската ССР
  - Автономната карелска ССР е отделена от Руската СФСР, като заедно с територия, присъединена от Финландия, е преобразувана в Карело-финска ССР
  - Молдавската АССР от Украинската ССР е разпусната, като по-голямата част (Приднестровието) от нея заедно с областта Бесарабия, присъединена от Румъния, е преобразувана в Молдавска ССР
  - присъединена е областта Буковина (Румъния) към Украинската ССР като Черновицка област
- 1944:
  - присъединена е Тувинската народна република към Руската СФСР като Тувинска автономна област
  - след сталинските репресии над кавказките и кримските народи са реорганизирани всички автономни области и автономни съветски социалистически републики
- 1945:
  - част от Източна Прусия (Германия) е присъединена към Руската СФСР, образувайки анклава Калининградска област
  - областта Рутения (Чехословакия) е присъединена към Украинската ССР като Закарпатска област
  - Кримската АССР е преобразувана в Кримска област в състава на РСФСР
  - Курилските острови и южната част на о-в Сахалин (Япония) са присъединени към Руската СФСР
- 1954 – Кримската област е прехвърлена от Руската СФСР на Украинската ССР
- 1956 – Карело-финската ССР е преобразувана в Карелска АССР в състава на Руската СФСР
- 1991:
  - 6 септември – Държавният съвет на СССР признава независимостта на Литва, Латвия и Естония
  - 8 декември - държавните ръководители на съветските републики учредители Руска СФСР, Украинска ССР, Белоруска ССР подписват Беловежкото споразумение за разтрогване на Съюзния договор от 1922 г. и за създаване на Общност на независимите държави
  - 26 декември – последна сесия на Върховния съвет на СССР (парламента)